# Lusikkahaarukka

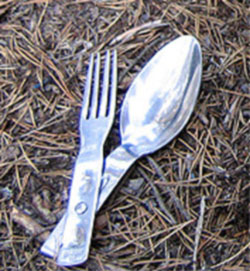
Un assemblage cuillère-fourchette utilisé par l'armée finlandaise.

La lusikkahaarukka (prononciation en finnois : [lusikːɑhɑːrukːɑ] ; cuillère-fourchette) est une combinaison de cuillère-fourchette en acier inoxydable faisant partie d’une gamelle dans l'armée de terre finlandaise. Elle est largement utilisée dans les activités de camping et de plein air.
La cuillère est une cuillère à soupe légèrement surdimensionnée qui la rend utile pour remuer quand la gamelle est utilisée pour cuire des rations dans la nature. La partie fourchette est rarement utilisée car la plupart des aliments sont plus faciles à manger avec la cuillère. Une fois pliée, la lusikkahaarukka peut être insérée dans une fente spécialement prévue dans la gamelle de l'armée finlandaise, bien que cela soit déconseillé car, le plus souvent, elle peut en glisser et peut faire du bruit. Les conscrits de l'armée finlandaise sont autorisés à porter leur puukko civil en uniforme, et tout le monde est supposé en posséder un, donc aucun couteau séparé n'est nécessaire.
Initialement inventée avec le pakki (gamelle) en Allemagne impériale à la fin du XIXe ou au début du XXe siècle, elle est arrivée en Finlande avec les Jägers en 1918. La copie du modèle original de lusikkahaarukka est fabriquée par Hackman et est l'un des plus anciens accessoires encore utilisés par l'armée finlandaise Les lusikkahaarukka sont très résistantes. En effet, les conscrits actuels perçoivent généralement des lusikkahaarukka fabriquées pendant la Seconde Guerre mondiale.